# Éric Lux
Éric Lux (Esch-sur-Alzette, 1974. augusztus 2. –) luxemburgi vállalkozó és üzletember. Gérard Lopezzel a Genii Capital társalapítója, valamint ügyvezető igazgatója is. Pénzügyi tagja az Investment Management Group-nak és a Genii csapat tulajdonosa a Lotus F1 Team-nek. Vezérigazgatója az Ikodomos ingatlanbefektetési csoportnak és az Ikogest ingatlanfejlesztő cégnek.

## Életrajza
1993-ban a lausanne-i University Business School hallgatója volt. 1994 és 1997 között tanácsadóként dolgozott, valamint mérnökként, menedzsment tevékenységeket irányított. 1997-ben vette át a Ikodomos luxemburgi fejlesztési és befektetési ingatlanokkal foglalkozó vállalatot. A cég most bővítette üzleti tevékenységét Európában és Ázsiában. 2008-ban alapította meg Gérard Lopezzel a Genii Capitalt, amely tanácsadással, pénzügyi irányítással és magánbefektetésekkel foglalkozik. Érdekeltsége van a Formula–1-es Lotus F1 Team-ben.